# Oparbella werneri
Espèce
Synonymes
- Solpuga werneri Birula, 1914

Oparbella werneri est une espèce de solifuges de la famille des Solpugidae.

## Distribution
Cette espèce se rencontre en Algérie, en Tunisie et en Israël.

## Description
Les mâles mesurent de 28 à 30 mm et la femelle 32 mm.

## Étymologie
Cette espèce est nommée en l'honneur de Franz Werner.

## Publication originale
- Birula, 1914 : Ergebnisse einer von Prof. Franz Werner im Sommer 1910 mit Unterstützung aus dem Legate Wedl ausgeführten zoologischen Forschungsreise nach Algerien. VI. Skorpione und Solifugen. Sitzungsberichte der Kaiserlich-Königlichen Akademie der Wissenschaften, Wien, vol. 123, no 1, p. 633–668.